# Малајка Михамбо
Малајка Михамбо (Хајделберг, 3. фебруар 1994.) је немачка атлетичарка, олимпијска шампионка 2020. и светска шампионка 2022. у скоку у даљ. На Летњим олимпијским играма 2024, Михамбо је освојила сребрну медаљу у скоку у даљ.

## Каријера
Атлетска каријера Михамбо почела је око 2009. године, када је са 15 година постала првакиња Немачке за млађе јуниорке у седмобоју. У скоку у даљ освојила је девето место на Светском првенству за млађе јуниоре 2011. Такмичила се на Светском првенству за јуниоре 2012. и Светском првенству 2013. године, али није стигла до финала. Такође је освојила златну медаљу на Европском првенству за јуниоре 2013., док је на Европском првенству 2014. била четврта.
2015. освојила је златну медаљу на Европском првенству за млађе сениоре (узраст до 23 године).Исте године је освојила шесто место на Светском првенству. На Олимпијским играма 2016. је завршила као четврта, али је, пар месеци пре тога, освојила бронзану медаљу на Европском првенству.
Следеће године јој је тешка повреда стопала покварила припреме за Светско првенство 2017. После тешких месеци са неизвесном спортском будућношћу, повреда је превазиђена, па је завршила као пета на Светском првенству у дворани 2018.
Освојила је златну медаљу на Европском првенству 2018. У 2019. години имала је најуспешнију сезону са серијом скокова преко 7 метара. Освојила је Дијамантску лигу и по први пут постала светска шампионка.
2021. Михамбо је постала олимпијска шампионка на Играма у Токију. Скоком од 7,00 метара победила је Бритни Риз и Есе Бруме, које су обе скочиле 6,97 метара. На Светском првенству 2022. одбранила је титулу из 2019. скоком од 7,12 метара. Ово је такође чини првом скакачицом у даљ икада која је четири пута узастопно победила на најважнијим светским атлетским такмичењима. Низ је прекинут током Европског првенства 2022. где је Михамбо је скочила 7,03 м и освојила сребрну медљу иза Иване Вулете.
Малајкин лични рекорд у скоку у даљ је 7,30 метара, постигнут 6. октобра на Светском првенству 2019. у Дохи.

## Лични живот
Њена мајка Петра Михамбо-Фихтнер је Немица, а отац Танзанијац. Малајка је одрасла и школовала се у општини Офтерсхајм. Студирала је политичке науке на Универзитету у Манхајму и дипломирала 2016. Од априла 2019. студира на постдипломским мастер студијама еколошких наука на Универзитету у Хагену. 15. децембра 2020. Михамбо је трећи пут заредом проглашена за „Спортисткињу године Немачке“; уз посебна признања за њену друштвену посвећеност да помогне деци и породицама да се баве атлетиком.

## Међународна такмичења
| Година                 | Такмичење                           | Место                           | Позиција               | Дисциплина             | Резултат               | Белешка                |
| Представљајући Немачку | Представљајући Немачку              | Представљајући Немачку          | Представљајући Немачку | Представљајући Немачку | Представљајући Немачку | Представљајући Немачку |
| ---------------------- | ----------------------------------- | ------------------------------- | ---------------------- | ---------------------- | ---------------------- | ---------------------- |
| 2011                   | Светско првенство за млађе јуниоре  | Лил, Француска                  | 9.                     | Скок удаљ              | 5.81 м                 |                        |
| 2012                   | Светско првенство за јуниоре        | Барселона, Шпанија              | 14.                    | Скок удаљ              | 6.15 м                 |                        |
| 2013                   | Европско првенство за јуниоре       | Ријети, Италија                 | 1.                     | Скок удаљ              | 6.70 м                 |                        |
| 2013                   | Светско првенство                   | Москва, Русија                  | 18.                    | Скок удаљ              | 6.49 м                 |                        |
| 2014                   | Европско првенство                  | Цирих, Швајцарска               | 4.                     | Скок удаљ              | 6.65 м                 |                        |
| 2015                   | Европско првенство за млађе сениоре | Талин, Естонија                 | 1.                     | Скок удаљ              | 6.73 м                 |                        |
| 2015                   | Светско првенство                   | Пекинг, Кина                    | 6.                     | Скок удаљ              | 6.79 m                 |                        |
| 2016                   | Европско првенство                  | Амстердам, Холандија            | 3.                     | Скок удаљ              | 6.65 м                 |                        |
| 2016                   | Олимпијске игре                     | Рио де Жанеиро, Бразил          | 4.                     | Скок удаљ              | 6.95 м                 |                        |
| 2018                   | Светско првенство у дворани         | Бирмингем, Уједињено Краљевство | 5.                     | Скок удаљ              | 6.64 м                 |                        |
| 2018                   | Европско првенство                  | Берлин, Немачка                 | 1.                     | Скок удаљ              | 6.75 м                 |                        |
| 2019                   | Европско првенство у дворани        | Глазгов,Уједињено Краљевство    | 4.                     | Скок удаљ              | 6.83 м                 |                        |
| 2019                   | Светско првенство                   | Доха, Катар                     | 1.                     | Скок удаљ              | 7.30 м                 |                        |
| 2021                   | Европско првенство у дворани        | Торуњ, Пољска                   | 2.                     | Скок удаљ              | 6.88 м                 |                        |
| 2021                   | Олимпијске игре                     | Токио, Јапан                    | 1.                     | Скок удаљ              | 7.00 м                 |                        |
| 2022                   | Светско првенство                   | Јуџин, САД                      | 1.                     | Скок удаљ              | 7.12 м                 |                        |
| 2022                   | Европско првенство                  | Минхен, Немачка                 | 2.                     | Скок удаљ              | 7.03 м                 |                        |
| 2023                   | Европско првенство у дворани        | Истанбул, Турска                | 4.                     | Скок удаљ              | 6.83 м                 |                        |
| 2024                   | Европско првенство                  | Рим, Италија                    | 1.                     | Скок удаљ              | 7.22 м                 |                        |
| 2024                   | Олимпијске игре                     | Париз, Француска                | 2.                     | Скок удаљ              | 6.98 м                 |                        |
| 2025                   | Европско првенство у дворани        | Апелдорн, Холандија             | 3.                     | Скок удаљ              | 6.88 м                 |                        |